# Cole Camp (Missouri)
Cole Camp est une ville du comté de Benton, dans le Missouri, aux États-Unis,. Située au nord du comté, elle est incorporé en 1897.

## Démographie
Lors du recensement de 2010, la ville comptait une population de 1 121 habitants. Elle est estimée, en 2016, à 1 114 habitants.

## Source de la traduction
- (en) Cet article est partiellement ou en totalité issu de l’article de Wikipédia en anglais intitulé « Cole Camp, Missouri » (voir la liste des auteurs).